# BMW R1200RS
BMW R1200RS는 BMW 모토라드에서 2015년부터 2018년까지 생산했던 스포츠 투어링 모터사이클이다. 스포츠 투어러는 주로 수랭식 로드스터 BMW R1200R (시리즈 K53, FIN 0A04 툴)을 기반으로 한다. 이 바이크는 2014년 9월 인터모트에서 공개되었다. 도로 중심의 올라운더는 수평 엔진을 장착하고 베를린의 BMW 공장에서 조립된다. 생산은 2015년 2월 9일에 시작되어 2015년 5월 12일에 13,500유로의 가격으로 출시되었다. 내부 공장 코드는 K54이다.
2019년 모델 연도에는 R1200RS의 후속으로 R1250RS가 출시되었다.